# ViOmIs
VIOMIS (Viden om Islam), er et netværks-initiativ i København, som oprettede en hjemmeside den 8. oktober 2009.
Formålet med netværket er samling af unge mennesker i byområderne for at skabe et socialt fællesskab med et etisk velfunderede værdigrundlag.
Målgruppen er hovedsageligt, at arbejde med unge muslimer for at forhindre kriminalitet og for at styrke de unges samfundsopfattelse.

## Ekstern henvisning
- VIOMIS's hjemmeside Arkiveret 15. september 2012 hos  Wayback Machine

| Socialt arbejde | Spire Denne artikel om socialt arbejde er en spire som bør udbygges. Du er velkommen til at hjælpe Wikipedia ved at udvide den. |